# Vtáčnik (1236 m)
Vtáčnik (1236 m n.p.m.) – szczyt w Wielkiej Fatrze w Karpatach Zachodnich na Słowacji.
Znajduje się w północnym grzbiecie szczytu Šiprúň. Grzbiet ten oddziela Čutkovską dolinę na wschodzie od doliny Bystrego potoku na zachodzie. Kolejno znajdują się w nim: Predny Šiprúň (północny wierzchołek Šiprúňa), Nižné Šiprúnske sedlo, Chabzdová, Vtáčnik (1236 m), Tlstá hora, Plieška, Suchá hôrka.
Vtáčnik wraz z Tlstą horą tworzy dość typową górę stołową, charakteryzująca się długim i płaskim grzbietem. Jej dwa wierzchołki znajdujące się na końcach tego grzbietu są bardzo niewybitne. Grzbiet łączący te wierzchołki jest trawiasty, stoki porasta las. Dzięki trawiastym terenom hali Vtáčnik jest dobrym punktem widokowym. W wapieniach budujących płaskowyż Vtáčnika i Tlstej hory dobrze rozwinięte są zjawiska krasowe. Występują tutaj zapadliska i dwie studnie krasowe. Jedna z nich to Jalova priepasť. Zachodnimi zboczami Vtáčnik prowadzi szlak turystyczny, jednak dość daleko od trawiastego wierzchołka. Na szlaku znajduje się natomiast inna hala Vtáčnika – na jego południowych stokach. Polany znajdują się także na wschodnich stokach. Na jednej z nich znajduje się szałas Blchová. Jest to przystosowany do noclegowania w spartańskich warunkach szałas. Słowacy dla tego typu noclegowni używają nazwy utulňa. W języku polskim brak odpowiednika.
Vtáčnik znajduje się poza granicami Parku Narodowego Wielka Fatra.
W Wielkiej Fatrze jest jeszcze drugi szczyt o tej samej nazwie – Vtáčnik (1090 m).

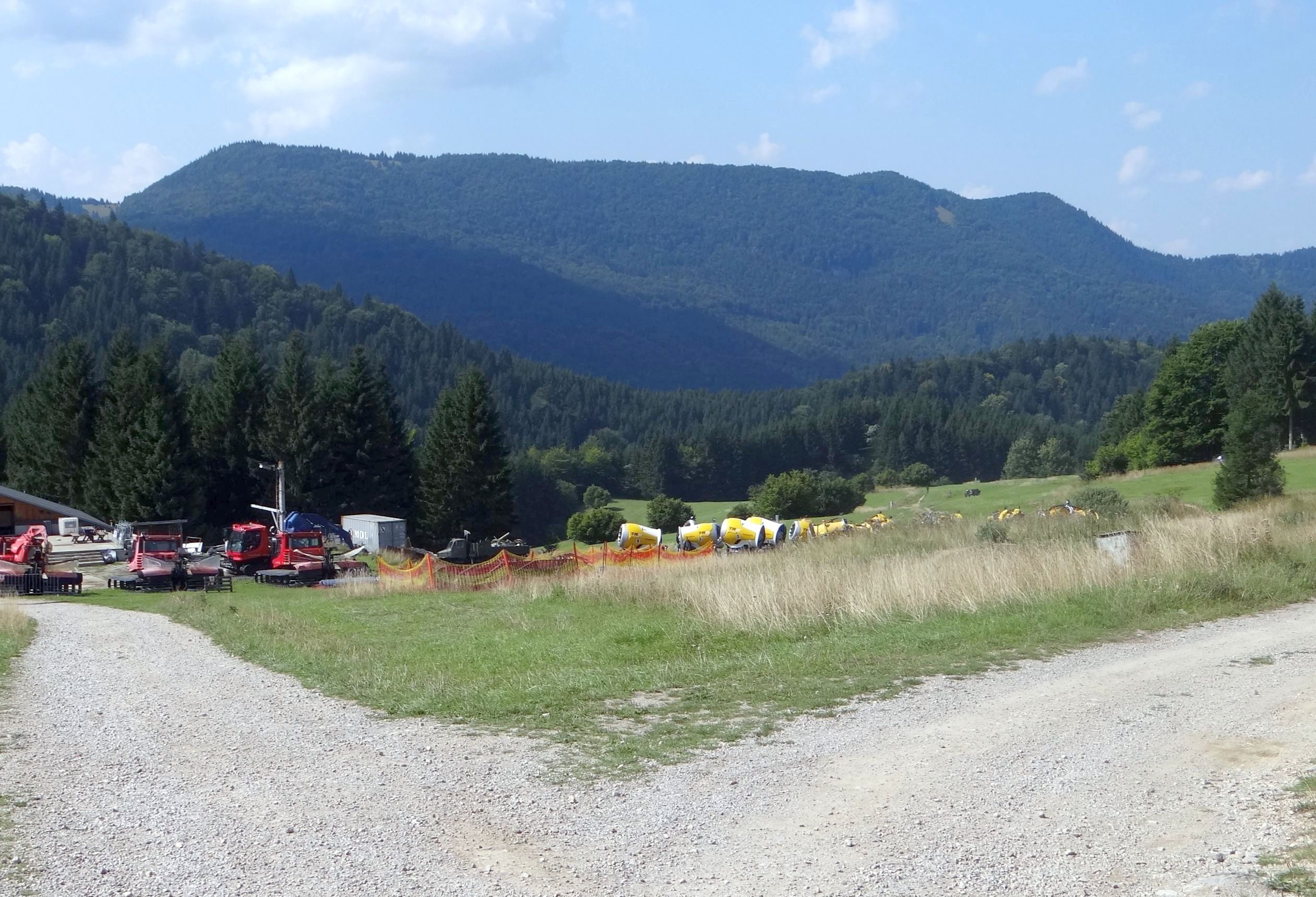
Vtáčnik i Tlstá hora. Widok ze Skipark Ružomberok

## Szlak turystyczny
Nová Černová (Rużomberk) – Tlstá hora – Chabzdová – Chabzdová, rázcestie – Maďarovo – Nižné Šiprúnske sedlo. Odległość 11,3 km, suma podejść 1095 m, suma zejść 215 m, czas przejścia 4:10 h (z powrotem 3:15 h)